# 崇法院
崇法院（すうほういん、慶長7年（1602年） - 明暦2年9月17日（1656年11月3日））は、熊本藩第2代藩主加藤忠広の正室。会津藩主蒲生秀行の娘。母は徳川家康の三女・振姫。名は依姫､琴姫。子に加藤光広がいる。
慶長18年（1613年）2月15日に伯父である徳川秀忠の養女となり、翌慶長19年（1614年）4月15日に加藤忠広に嫁いだ。
寛永9年（1632年）に夫が改易された際には、出羽国への配流には同行せず、以後は京都にて暮らした。
2年後の寛永11年（1634年）には弟の蒲生忠知の死により、実家の伊予松山藩蒲生家までも改易となっている。
明暦2年（1656年）に死去した。享年55。京都の本圀寺に葬られた。